# Cantone di Issy-les-Moulineaux-Ovest
Il Cantone di Issy-les-Moulineaux-Ovest era una divisione amministrativa dell'Arrondissement di Boulogne-Billancourt.
A seguito della riforma approvata con decreto del 26 febbraio 2014, che ha avuto attuazione dopo le elezioni dipartimentali del 2015, è stato soppresso.

## Composizione
Comprendeva parte della città di Issy-les-Moulineaux e la parte settentrionale del comune di Meudon.